# Medaille voor Redding uit Levensgevaar
In Mecklenburg-Strelitz werd zowel door de groothertog als door de regering van de vrijstaat die in 1918 werd uitgeroepen een Medaille voor Redding uit Levensgevaar ingesteld.

## De Zilveren Medaille voor Redding uit Levensgevaar van het groothertogdom
De Zilveren Medaille voor Redding uit Levensgevaar (Duits: Silberne Medaille für Rettung aus Lebensgefahr) was een onderscheiding van het groothertogdom Mecklenburg-Strelitz. De in 1910 door groothertog Adolf Frederik V ingestelde medaille werd alleen in zilver geslagen en bestaat als niet draagbare legpenning en als een aan een lint op de linkerborst te dragen medaille.
De medaille overleefde de ondergang van de monarchie in Mecklenburg in november 1918 maar werd in 1920 alsnog formeel opgeheven. In 1922 stichtte de regering van de vrijstaat Mecklenburg-Strelitz een nieuwe Reddingsmedaille die tot 1932 heeft bestaan.

## De Medaille voor Redding uit Levensgevaar van de vrijstaat
De Medaille voor Redding uit Levensgevaar van de vrijstaat Mecklenburg-Strelitz (Duits: Rettungsmedaille) werd op 22 april 1922 ingesteld door het Staatsministerie.  De ondertekenaar van het decreet was Baron von Reibnitz. De medaille werd ontworpen door Ernst Greier een beeldhouwer van Berlijn-Neukölln, die een prijsvraag won voor het ontwerp van de nieuw te ontwerpen onderscheiding. Net als in het groothertogdom werd de medaille verleend aan personen die met gevaar voor hun eigen leven anderen uit het acuut levensgevaar wisten te redden. Na de dood van de decorandus moest de medaille aan het Ministerie worden teruggegeven. Wanneer een decorandus werd veroordeeld voor een misdrijf werd de medaille van rechtswege weer ingetrokken. De bronzen medailles werden geslagen door de juweliersfirma Mssrs. Godet in Berlijn. Het oppervlak werd gepatineerd door oxidatie. Er werden 55 medailles geslagen waarvan slechts 10 exemplaren werden toegekend. Negenmaal was dat voor het redden van een drenkeling.  De Neustrelitzer horlogemaker Carl Friedrich Michaelis kreeg van het Mecklenburg-Strelitzer ministerie toestemming om miniaturen van de medaille te maken. 
De onderscheiding is een ronde geoxideerde bronzen medaille zonder opstaande rand. Aan de bovenzijde werd een ring gesoldeerd. De medaille heeft een diameter van 39 millimeter en weegt 34 gram. In de handel zijn medailles aangeboden die later werden verguld.
De afbeelding op de voorzijde is classicistisch en laat een naakte man en een in een chiton geklede vrouw zien die elkaar de handen reiken. De man draagt een over de schouders hangende mantel en sandalen. Naast de afbeelding staat de tekst "Dank Lebens dem retter".
Op de keerzijde staat op de bovenste helft van het wapen van Mecklenburg-Strelitz met daaronder de tekst "Das Mecklenburg-Strelitzsche Staats ministerium".

## Insignia

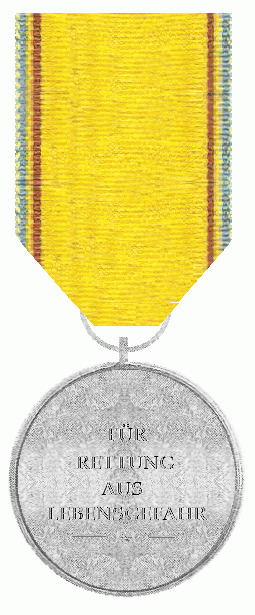
De Groothertogelijke Zilveren Medaille
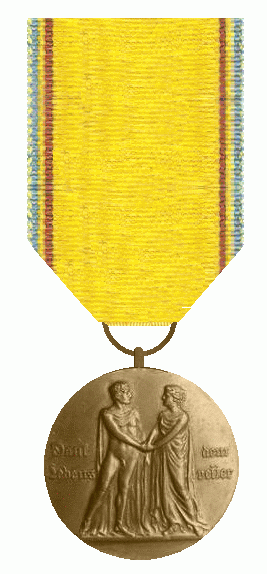
De medaille van de Vrijstaat

De onderscheidingen van het Groothertogdom en de Vrijstaat Mecklenburg-Strelitz tussen 1815 en 1934.

Medaille van Verdienste ·
Zilveren Medaille voor Redding uit Levensgevaar ·
Zilveren Medaille voor Kunst en Wetenschappen ·
Medaille ter Herinnering aan het Gouden Huwelijk van het Groothertogelijke Paar ·
Medaille ter Herinnering aan het Diamanten Huwelijk van het Groothertogelijke Paar ·
Herinneringsmedaille aan Groothertog Adolf Friedrich V ·
Kruis voor Verdienste in de Oorlog ·
Adolf-Friedrich-Kruis ·
Herinneringskruis voor Vrouwelijke Trouwe Dienst ·
Militair Dienstkruis voor Officieren ·
Militair Dienstkruis · 
Medaille van de Veteranenverenigingen ·
Dienstonderscheiding IIe Klasse voor de Landweer ·
Reddingsmedaille

Zie ook: Onderscheidingen in Mecklenburg-Strelitz en Onderscheidingen in Mecklenburg-Schwerin